# Okrajno sodišče v Ajdovščini
Okrajno sodišče v Ajdovščini je okrajno sodišče Republike Slovenije s sedežem v Ajdovščini, ki spada pod Okrožno sodišče v Novi Gorici Višjega sodišča v Kopru. Trenutna predsednica (2007) je Lea Chiabai.